# Harpethericles validus
Harpethericles validus är en insektsart som beskrevs av Marius Descamps 1977. Harpethericles validus ingår i släktet Harpethericles och familjen Thericleidae. Inga underarter finns listade i Catalogue of Life.